# Гадельша (Баймакский район)
Гадельша (баш. Ғәҙелша) — упразднённая в 2005 году деревня Мукасовского сельсовета Баймакского района Республики Башкортостан.

## История
Закон Республики Башкортостан «О внесении изменений в административно-территориальное устройство Республики Башкортостан в связи с образованием, объединением, упразднением и изменением статуса населенных пунктов, переносом административных центров» от 20 июля 2005 года N 211-з, ст.1 гласил:

4. Упразднить следующие населенные пункты:
5) в Баймакском районе:

б) деревню  Гадельша Мукасовского сельсовета

## География
Находился на реке Худолаз, возле турбазы

### Географическое положение
Расстояние до:
- районного центра (Баймак): 61 км,
- центра сельсовета (1-е Туркменево): 11 км,
- ближайшей ж/д станции (Сибай): 20 км.

## Население
На 1 января 1969 года проживали 179 человек; преимущественно башкиры (Башкирская АССР: административно-территориальное деление на 1 января 1969 года. — Изд. 5-е. — Уфа: Башкирское книжное издательство, 1969. С.53).